# Komunistická strana Československa

Logo der KSČ

Flagge der KSČ

Komunistická strana Československa (kurz KSČ), deutsch Kommunistische Partei der Tschechoslowakei (KPTsch oder KPČ), war eine von 1921 bis 1990 bestehende kommunistische Partei in der Tschechoslowakei, bis 1943 Mitglied der Kommunistischen Internationale. Von 1948 bis 1989 war sie die marxistisch-leninistische Einheitspartei in der Tschechoslowakei.

## Gründung
Die KSČ entstand am 14. Mai 1921 durch Umbenennung eines von der Tschechoslowakischen Sozialen Demokratie (Československá sociální demokracie – ČSSD) abgespaltenen linken Flügels. Der erste Vorsitzende war Bohumír Šmeral. Bereits bei den Parlamentswahlen am 15. November 1925 wurde die KSČ mit fast 13 % der Stimmen, 20 Sitzen im Senat und 41 Sitzen im Abgeordnetenhaus nach der Agrarpartei die zweitstärkste Partei des Landes.
1925 wurde der Prozess der Bolschewisierung beschlossen, verbunden mit einer Festigung der programmatischen Abhängigkeit von der Kommunistischen Internationale. Im Februar 1929 übernahmen die sogenannten Buben von Karlín (karlínští kluci), angeführt von Klement Gottwald, die Führung der KSČ. Viele Gründungsmitglieder traten daraufhin aus.
Die KSČ erhielt bei den Parlamentswahlen am 27. Oktober 1929 31 Sitze im Abgeordnetenhaus und 15 Sitze im Senat. Bei den Parlamentswahlen am 19. Mai 1935 erhielt sie 31 Sitze im Abgeordnetenhaus und 16 Sitze im Senat.

## Deutsche Besetzung und Zweiter Weltkrieg
Am Ende der Zweiten Republik (1938/39) wurde die Partei verboten und arbeitete illegal weiter. In der Slowakei wurde eine (vorerst) selbständige Kommunistische Partei der Slowakei (KSS) gegründet. Während des Zweiten Weltkrieges akzeptierte sie zunächst auf Weisung Moskaus die Liquidation der Tschechoslowakei. Später wurde sie aber eine bedeutende Kraft des Widerstands im In- und Ausland. Während des Krieges kamen 30.000 tschechische Kommunisten ums Leben.
Als Widerstandspartei wurde sie 1945 Teil der Nationalen Front der Tschechen und Slowaken (tschechisch Národní fronta Čechů a Slováků, slowakisch Národný front Čechov a Slovákov) und Mitglied der ersten Regierung der befreiten Tschechoslowakei. In der Regierung hatten die Kommunisten von Anbeginn ein stärkeres Gewicht, da die autonome KSS dorthin ebenfalls Vertreter entsenden durfte.

## Machtübernahme nach dem Zweiten Weltkrieg
Schon während des Zweiten Weltkrieges bereitete die KSČ mit Unterstützung der Sowjetunion und der KPdSU die Machtübernahme und die Liquidation der demokratischen Parteien in der Tschechoslowakei vor.
Die Machtübernahme wurde nach den Parlamentswahlen 1946 eingeleitet, aus denen sie als stärkste Partei hervorging. In den beiden Mehrparteienregierungen Klement Gottwald I und Klement Gottwald II, denen Klement Gottwald als Ministerpräsident vorstand, wurden Schlüsselpositionen in der Armee und Polizei sowie die eigens gegründete Volksmiliz Lidové milice mit Kommunisten oder deren Sympathisanten besetzt. Die KSČ hatte ihre Agenten und Informanten in allen Parteien. 1947 konnte sie unter Führung von Gustáv Husák die teilweise Auflösung der Demokratischen Partei durchsetzen, deren Führung einen Vertrag über die Unterstützung mit den Vertretern der ehemaligen Slowakei schloss.

## Februarumsturz 1948 und 1950er Jahre
Die endgültige Machtübernahme gelang der Partei am 25. Februar 1948, dem sogenannten Februarumsturz. Die Nationalversammlung sprach der rekonstruierten Regierung unter der Führung von Klement Gottwald mit 230 Stimmen der anwesenden Volksvertreter das Vertrauen aus.
Die Partei Tschechoslowakische nationale sozialistische Partei (Československá strana národně socialistická; nicht im deutschen „nationalsozialistischen“ Sinne) wurde in Tschechoslowakische Sozialistische Partei umbenannt und mit Anhängern der Politik der KSČ besetzt.
Viele Funktionäre der sozialdemokratischen ČSSD gingen nach dem Umsturz erneut ins Exil. Die verbliebene ČSSD unter Führung von Zdeněk Fierlinger wurde auf dem sogenannten "Vereinigungsparteitag vom 27. Juni 1948 mit der KSČ zwangsvereinigt.
1948 wurde auch die Kommunistische Partei der Slowakei (KSS) mit der Kommunistischen Partei der Tschechoslowakei (KSČ) wiedervereinigt und bestand von da an nur noch als eine territoriale Gebietsorganisation weiter, die der gesamttschechoslowakischen Partei untergeordnet war.
In der Anfangszeit der kommunistischen Regierung 1948 bis 1954 wurden nach den meisten Quellen über 240 Menschen aus politischen Gründen hingerichtet, die Zahlen variieren zwischen 178 und (meistens) 246 beziehungsweise 248. Die meisten Prozesse wurden vor dem eigens zu diesem Zweck errichteten Staatsgericht geführt. Hunderte weitere starben in Gefängnissen oder beim Versuch, aus dem Land zu fliehen. Bis zum Ende des kommunistischen Regimes 1989 wurden zehntausende Menschen inhaftiert. Unerwünschte Bürger wurden aus ihren Berufen entlassen. Eine Anzahl Parteimitglieder wurden im Zuge der Verschärfung des Klassenkampfes nach stalinistischen Schauprozessen hingerichtet, darunter im Dezember 1952 Rudolf Slánský (er war von 1945 bis November 1951 der Generalsekretär der KSČ gewesen).
Gustáv Husák, 1946 bis 1950 Regierungschef der slowakischen Landesregierung, wurde im Rahmen von Stalinschen Säuberungen 1951 verhaftet. Die politischen Schauprozesse dauerten auch nach Stalins Tod (März 1953) an; am 21./24. April 1954 fand der Prozess gegen die sogenannten „bourgeoisen Nationalisten“ statt. Hauptangeklagter war Husák. Er wurde zu einer langjährigen Haftstrafe verurteilt, 1960 amnestiert und 1963 rehabilitiert.

## Tauwetterzeit
Die Reform der KSČ von der Basis her begann erst in der ersten Hälfte der 1960er Jahre und gipfelte im Prager Frühling. Im Januar 1968 wurde Alexander Dubček Generalsekretär des ZK der KSČ, er strebte einen „Sozialismus mit menschlichem Antlitz“ an. Dubčeks „Aktionsprogramm“, vom Zentralkomitee der Kommunistischen Partei am 5. April 1968 beschlossen, versprach größere Freiheit der Meinungsäußerung und der Presse, Reisefreiheit, bessere Versorgung mit Konsumgütern durch wirtschaftlichen Wettbewerb, Parteienvielfalt und Einschränkung der Geheimpolizei. Bei den kommunistischen Regimes in den „Bruderländern“ Sowjetunion, Bulgarien, Ungarn, Polen und der DDR stießen diese Veränderungen auf scharfe Ablehnung. Die vorübergehende Öffnung endete am 21. August 1968 mit dem Einmarsch von Truppen des Warschauer Paktes.

## Säuberungen, Normalisierung
Im April 1969 wurde die Reformführung durch Zentristen ersetzt. Gustáv Husák war von 1969 bis 1987 Generalsekretär des ZK der KSČ und von 1975 bis 1989 Staatspräsident der ČSSR. Er machte unter Mitarbeit von orthodoxen Ideologen wie Vasil Biľak alle Reformvorhaben rückgängig. Während der Säuberung der KSČ wurde ein Großteil der Mitglieder ausgeschlossen. Es kam verstärkt zu politischen Sanktionen. Besonders die Verfolgung der Unterzeichner der Charta 77 einige Jahre später erregte international Aufsehen.

## Samtene Revolution 1989
Das autoritäre Regime der Kommunisten endete in der Samtenen Revolution, die am 17. November 1989 ausbrach. In der am 10. Dezember 1989 ernannten Übergangsregierung unter Marián Čalfa („Regierung der nationalen Verständigung“) waren neben KSČ-Mitgliedern und Politikern der bisherigen Blockparteien auch Vertreter der oppositionellen Bürgerbewegungen (Bürgerforum im tschechischen und Öffentlichkeit gegen Gewalt im slowakischen Teil) vertreten. Obwohl sie immer noch von kommunistischen Abgeordneten dominiert war, wählte die Föderalversammlung am 28. Dezember 1989 Alexander Dubček zum Parlamentspräsidenten und am Tag darauf den Schriftsteller und prominenten Dissidenten Václav Havel zum Staatspräsidenten. Bei den ersten freien Wahlen nach dem Umbruch erhielt die KSČ im Juni 1990 landesweit noch 13,6 Prozent der Stimmen, lag damit aber weit hinter den Bürgerbewegungen.
Die Partei benannte sich um in Komunistická strana Česko-Slovenska (KSČS, Kommunistische Partei der Tschecho-Slowakei) und auf dem Parteikongress im November 1990 wurde eine Föderation der neu gegründeten Komunistická strana Čech a Moravy (KSČM, Kommunistische Partei Böhmens und Mährens) und der Komunistická strana Slovenska (KSS, Kommunistische Partei der Slowakei) gebildet. Letztere nannte sich ab Februar 1991 Strana demokratickej ľavice (SDĽ, Partei der demokratischen Linken) und verselbständigte sich noch vor dem Zerfall der Tschechoslowakei. Die Föderation bestand damit nur bis zum 7. April 1992. Von der reformorientierten, eher sozialdemokratischen SDĽ trennten sich die orthodoxen marxistisch-leninistischen Kräfte und gründeten 1992 eine neue KSS.
Die KSČM war – als einzige erfolgreiche Partei in den Transformationsstaaten im östlichen Mitteleuropa, die sich unverändert zum Kommunismus bekannte – bis 2021 im tschechischen Parlament vertreten. Ihren Höhepunkt erreichte sie bei der Abgeordnetenhauswahl 2002 (18,5 Prozent) und der Europawahl 2004 (20,3 Prozent).

## Neugründung 1995
1995 gründeten ehemalige Mitglieder der KSČ die Partei Tschechoslowakischer Kommunisten (Strana československých komunistů), welche sich 1999 in Kommunistische Partei der Tschechoslowakei umbenannte.
Die Partei wirft der 1990 gegründeten KSČM vor, sich vom Marxismus-Leninismus abgewendet und so die kommunistische Bewegung und deren Ziele verraten zu haben, weshalb die Gründung einer vermeintlich echten Kommunistischen Partei notwendig sei.
Generalsekretär der Partei war seit ihrer Gründung 1995 bis zu seinem Tod 2014 Miroslav Štěpán und von 2014 bis 2022 Jiří Vábr. Seit 2022 ist der ehemalige Chefredakteur der Haló noviny, Roman Blaško, neuer Generalsekretär.

## Parteiführung
| Amtszeit                                | Name             | Bezeichnung                                       |
| --------------------------------------- | ---------------- | ------------------------------------------------- |
| 1921 bis 1922                           | Václav Šturc     | Generalsekretär                                   |
| 1922 bis 1924                           | Alois Muna       | Generalsekretär                                   |
| 1924 bis 1925                           | Josef Haken      | Generalsekretär                                   |
| 1925 bis 1929                           | Bohumil Jílek    | Generalsekretär                                   |
| 1929 bis 14. März 1953                  | Klement Gottwald | bis 1945 Generalsekretär, ab 1945 Vorsitzender    |
| 21. März 1953 bis 5. Januar 1968        | Antonín Novotný  | Erster Sekretär                                   |
| 5. Januar 1968 bis 17. April 1969       | Alexander Dubček | Erster Sekretär                                   |
| 17. April 1969 bis 17. Dezember 1987    | Gustáv Husák     | bis 1971 Erster Sekretär, ab 1971 Generalsekretär |
| 17. Dezember 1987 bis 24. November 1989 | Miloš Jakeš      | Generalsekretär                                   |
| 25. November 1989 bis 20. Dezember 1989 | Karel Urbánek    | Generalsekretär                                   |
| 20. Dezember 1989 bis 1990              | Ladislav Adamec  | Generalsekretär                                   |

## Parteitage
| Parteitag | Datum                    |
| --------- | ------------------------ |
| Gründung  | 14.–16. Mai 1921         |
| I.        | 2.–5. Feb. 1923          |
| II.       | 31. Okt. – 4. Nov. 1924  |
| III.      | 26.–28. Sep. 1925        |
| IV.       | 25.–28. März 1927        |
| V.        | 18.–23. Feb. 1929        |
| VI.       | 7.–11. März 1931         |
| VII.      | 11. März – 14. Apr. 1936 |
| VIII.     | 28.–31. März 1946        |
| IX.       | 25.–29. Mai 1949         |

| Parteitag  | Datum                  |
| ---------- | ---------------------- |
| X.         | 11.–15. Juni 1954      |
| XI.        | 18.–21. Juni 1958      |
| XII.       | 4.–8. Dez. 1962        |
| XIII.      | 31. Mai – 4. Juni 1966 |
| annulliert | 22. August 1968        |
| XIV.       | 25.–29. Mai 1971       |
| XV.        | 12.–16. Apr. 1976      |
| XVI.       | 6.–10. Apr. 1981       |
| XVII.      | 24.–28. März 1986      |
| XVIII.     | 20.–21. Dez. 1989      |

- Ausführliche Übersicht der Parteitage (tschechisch, PDF, 262 kB)

## Wahlergebnisse
| Wahl                | Stimmen   | Wähleranteil | Mandate |
| ------------------- | --------- | ------------ | ------- |
| Parlamentswahl 1925 | 0913.711  | 12,9 %       | 41      |
| Parlamentswahl 1929 | 0753.220  | 10,2 %       | 30      |
| Parlamentswahl 1935 | 0849.495  | 10,3 %       | 30      |
| Parlamentswahl 1946 | 2.205.697 | 31,2 %       | 93      |